# سرخدار ژاپنی
تکسوس کاسپیداتا (نام علمی: Taxus cuspidata) نام یک گونه از سرده سرخدار است.

## نگارخانه

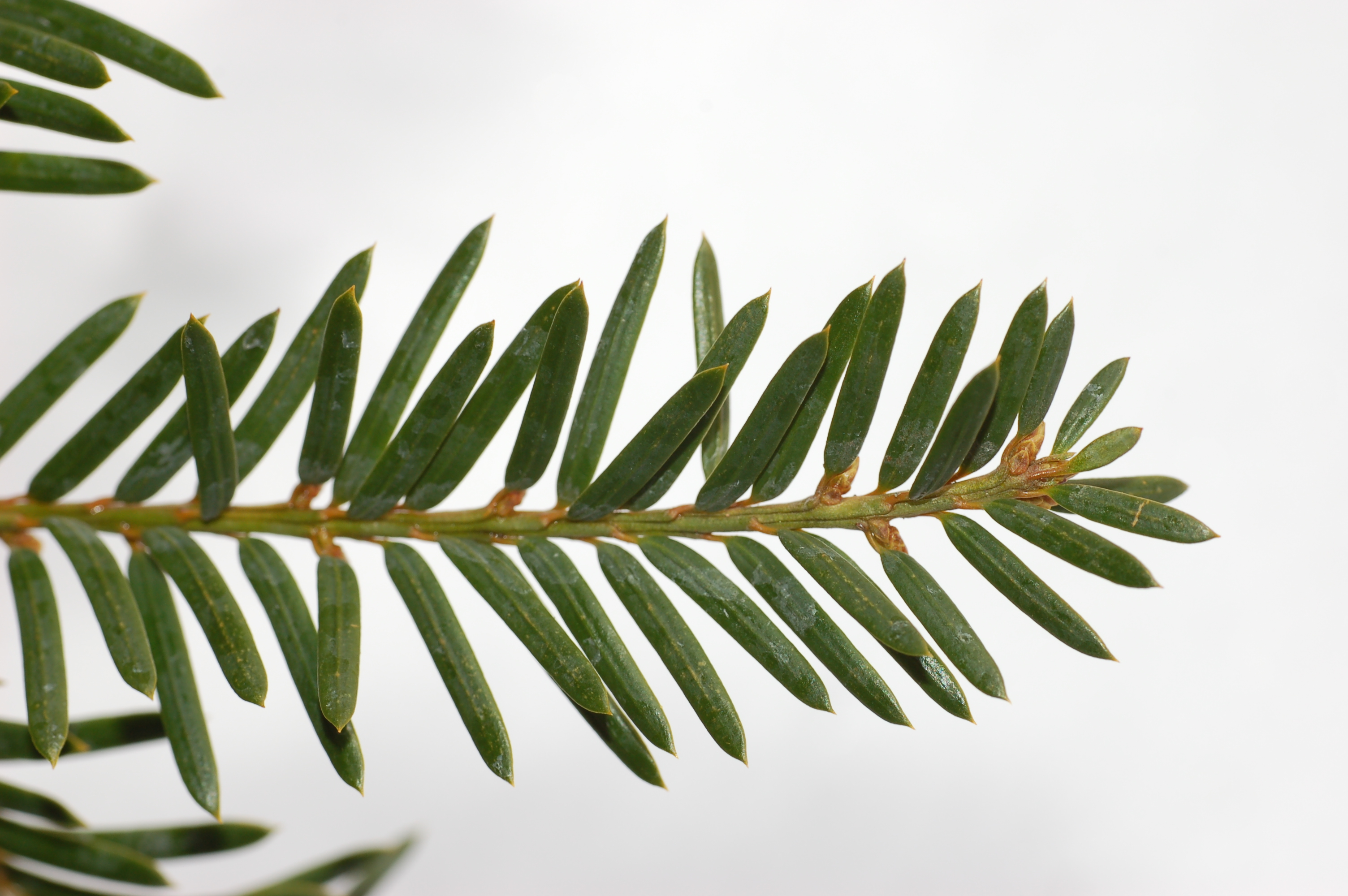
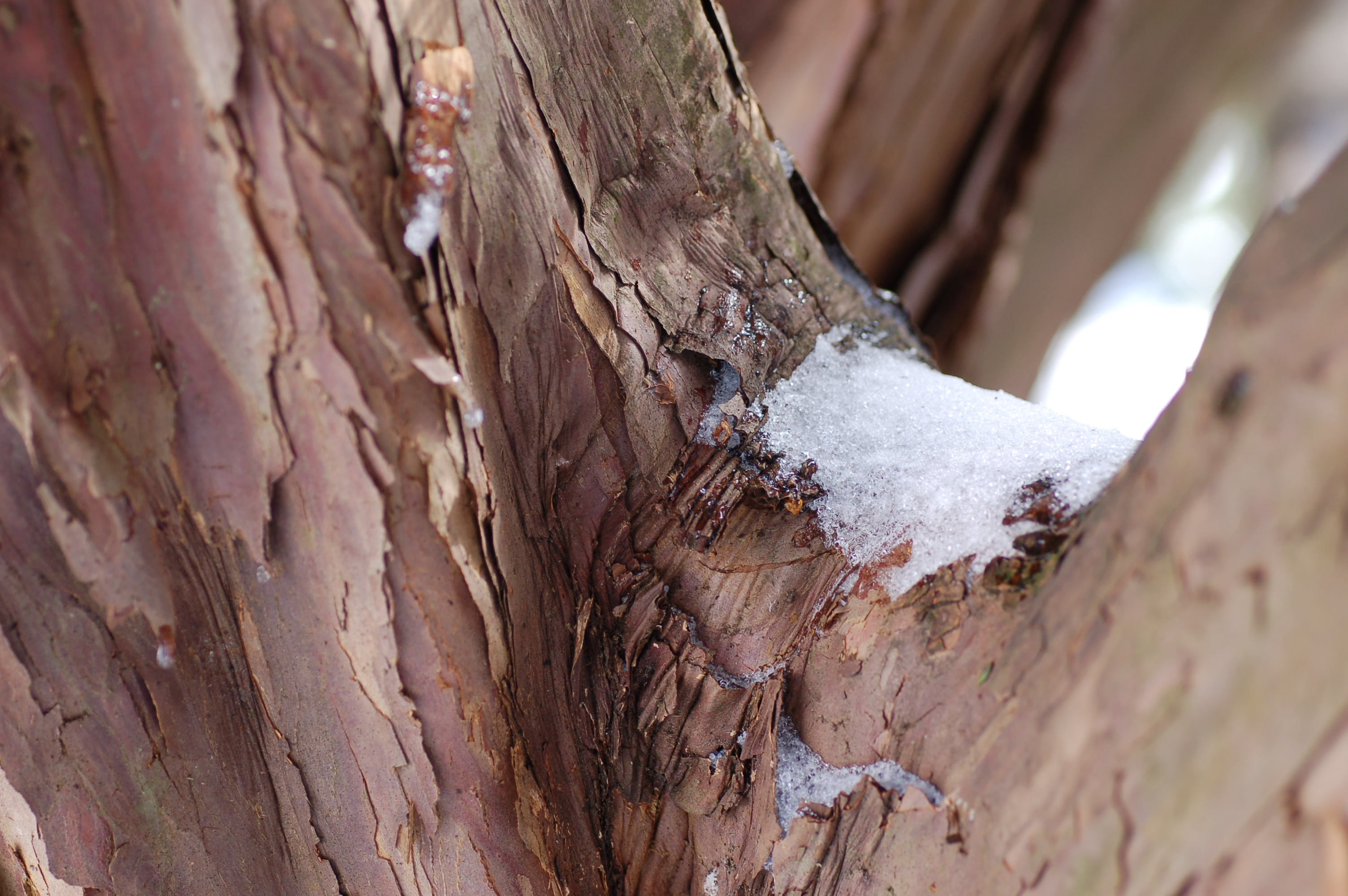